# آنا کوئیل
آنا کوئیل (انگلیسی: Anna Quayle؛ زادهٔ ۶ اکتبر ۱۹۳۲ درگذشته ۱۶ اوت ۲۰۱۹) یک هنرپیشه، و بازیگر سینما اهل انگلستان بود.

## گزیده فیلم‌شناسی
از فیلم‌ها یا برنامه‌های تلویزیونی که وی در آن نقش داشته‌است می‌توان به کازینو رویال، شب‌زنده‌داری با بزن و بکوب بخشی از چیتی‌چیتی بنگ‌بنگ اشاره کرد.